# Agustina Bessa-Luís
Agustina Bessa-Luís (nacida como Maria Agustina Ferreira Teixeira Bessa, Vila Meã, Amarante, Portugal, 15 de octubre de 1922-Oporto, 3 de junio de 2019) fue una escritora portuguesa, destacada como novelista, y ganadora, entre otros galardones, del Prémio Camões en 2004.

## Trayectoria
La familia paterna procedía de los alrededores de Amarante, cerca del Duero y de su villa natal: será la región literaria de bastantes de sus novelas. El mundo aventurero de su padre en el pasado —cuando trabajó y negoció en Brasil—, la fascinará siempre. Por otro lado, su abuela materna era de Zamora, y Agustina habla castellano con soltura.
En 1932, la familia se trasladó a Oporto. Agustina se casó en 1945, y pasó a vivir en Coímbra; desde 1950, reside en Oporto con su marido (y con su hija, hasta la independencia de esta), con estancias breves fuera de Portugal. Toda la vida la ha dedicado a la escritura. Ha representado a los escritores portugueses en encuentros internacionales (en Aix-en-Provence, 1959; Israel, 1973; Roma, 1975; Recife, 1982), y ha dado conferencias en Dinamarca, Canadá y Brasil, así como en Salamanca, Madrid, Valladolid o Barcelona.
Fue miembro de la Academia de las Ciencias de Lisboa, desde 1979. Entre 1990 y 1993, fue directora del Teatro Nacional D. María II, cargo que desempeñó con valentía, viviendo parte de la semana en su sede, Lisboa.
Su obra consta de un centenar de títulos, entre novelas, teatro, ensayos y biografías de todo tipo. En 2002, publicó una curiosa autobiografía, O livro de Agustina, con fotos y documentos familiares. Sus escritos son de difícil clasificación en corrientes o tendencias de la literatura portuguesa. Varios de sus libros han sido traducidos por doquier, especialmente La sibila.
En 2008 empezó a publicarse la Opera Omnia de Agustina, retirada desde 2006 de la escritura, dada su grave enfermedad; está al cuidado de su marido, el abogado Alberto Luis, y su hija Mónica Baldaque, que es dibujante y escritora. El primer volumen fue un Dicionário Imperfeito, inédito, formado por frases temáticas de la autora. Le han seguido O Chapéu das Fitas a Voar (que reúne, de un modo inédito, varios textos autobiográficos, algunos en apariencia infantiles), la novela A Corte do Norte, así como un volumen, A Alma e as Chamas, de 2007, que agrupa los dos libros sobre la Revolución de 1974: Crónica do Cruzado Osb y As Fúrias.
En 2009, apareció la versión definitiva de A Sibila, que fue revisada con el original por su marido, así como el libro de viajes, realizado en 1959, Embaixada a Calígula, y la biografía de Vieira da Silva Longos Dias têm Cem Anos. También su Breviário do Brasil ha aparecido, en 2012, con un gran apéndice que textos que duplica casi el original. Aparte se han rescatado ensayos suyos, en Civilidade y Kafkiana, de este mismo año.
Su nieta, Leonor Baldaque, es actriz, y también novelista y coguionista de varios filmes de Manoel de Oliveira, un cineasta con quien trabajó Agustina a menudo.

## La escritora
Además de leer a los portugueses, Agustina eligió al principio la novela popular, los clásicos españoles (especialmente Cervantes y Teresa, la picaresca): «Me distingue de Yourcenar un lado pícaro y una preferencia por lo insólito que están presentes en mi literatura», ha dicho Bessa-Luís. También frecuentó a los autores franceses e ingleses del XVIII, así como el folletín del siglo XIX.
Luego amplió todo el campo literario y conoció especialmente bien a los autores alemanes y rusos. Ha frecuentado tanto la Biblia como Nietzsche o Freud, sin olvidar, por supuesto, la literatura portuguesa, desde el siglo XVI hasta el siglo XIX especialmente (destaca Camilo Castelo Branco), aunque conozca a bastantes autores actuales.
En general, la escritora muestra una gran preocupación por la condición familiar y cultural de los portugueses, y por investigar el pasado nacional, novelando a menudo acontecimientos históricos y vivenciales, como la Revolución.
Se ha recuperado Deuses de Barro en el año 2018, que es una novela de 1942. Pero Agustina arrancó en su juventud con dos novelas: Mundo fechado, 1948; Os Super-homens, 1950. Siguen unos cuentos, Contos Impopulares, 1951-1953, y Aquário e sagitário, 1950. Pero la novela que le dio celebridad europea hasta hoy es su cuarto libro A sibila, 1954. Fue considerada la otra revelación, además de Pessoa, de la literatura portuguesa del siglo XX, como señalaron Antonio José Saraiva y muchos escritores, así como José Régio.
Tras ella aparecieron: la importante Os Incuráveis, 1956, que retoma figuras de su familia para novelarlas; A Muralha, 1957; O Susto, 1958; O Inseparável, 1958, primera pieza de teatro, campo no muy cultivado por ella, pese a su interés.
El dominio de la escritura se manifiesta de otro modo ya con Ternos Guerreiros, 1960; O Manto, 1961; su extenso libro de viajes por España, Francia e Italia titulado Embaixada a Calígula, 1961, y O Sermão do Fogo, 1962, novela. Y, sobre todo, con dos series fundamentales que cierran una etapa de reclusión personal: As Relações Humanas (Os Quatro Rios, A Dança das Espadas, Canção Diante de uma Porta Fechada), 1964-1966, por un lado; por otro, A Bíblia dos Pobres (Homens e Mulheres, As Categorias), 1967-1970.
En el siguiente decenio, de grandes convulsiones en su país, elaboró libros muy dispares: A Brusca, 1971; una biografía laica sobre Santo António, 1973; As Pessoas Felizes, 1975, donde la nueva política está presente, y dos novelas sobre la Revolución de los claveles: Crónica do Cruzado Osb., 1976, As Fúrias, 1977.
Además escribió Florbela Espanca, 1979, biografía de esta delicada poeta; Fanny Owen, 1979, apoyada en un escrito de Camilo Castelo Branco (en paralelo con el guion para la película de Manoel de Oliveira); y Conversações com Dmitri e outras Fantasias, 1979, colección de ensayos.
En los ochenta, logró proyección con novelas y con libros de historia o de interpretación cultural: O Mosteiro, 1980; A Mãe de um Rio, 1981, relato ilustrado; un ensayo histórico sobre el marqués de Pombal, Sebastião José, 1981; la biografía sobre la pintora amiga, Helena Vieira da Silva, muy difundida en el extranjero, Longos Dias têm Cem Anos. Presença de Vieira da Silva, 1982; Os Meninos de Ouro, 1983, novela sobre la muerte de un nuevo político de centro-derecha. Entrega también tres novelas basadas en la historia: Adivinhas de Pedro e Inês, 1983 sobre el medievo portugués; Um Bicho da Terra, 1984, sobre Uriel da Costa, contemporáneo de Spinoza; A Monja de Lisboa, 1985.
Luego, escribió la biografía de una pintora, Martha Telles. O Castelo onde irás e não Voltarás, 1986; una pieza de teatro, A Bela Portuguesa, 1986; un texto sobre el famoso grabado de Durero, Apocalipse de Albrecht Dürer, 1986; Dentes de Rato, 1987, relato infantil, basado en su niñez. Así como las novelas A Corte do Norte, 1987; Prazer e Glória , 1988; y Eugénia e Silvina, 1989. Además, recopiló un libro de Aforismos, 1988.
En los noventa parece diversificar su escritura: Vento, Areia e Amoras Bravas, 1990, continúa el relato de su infancia; Vale Abraão, 1991, es una novela sobre un caso de bovarismo en el Duero. Con Breviário do Brasil, 1991, resume su viaje a un país que le impresiona y por el que tiene gran simpatía (y familiaridad, por vía paterna). Su obra de teatro Estados Eróticos Imediatos de Sören Kierkegaard, 1992, fue presentada en Copenhague: es una lectora de Kierkegaard. Además escribió Camilo, génio e figura, 1994, ensayo provocativo sobre Camilo Castelo Branco, escritor que admira y en el que se fija narrativamente, seguido de una invención dramática sobre su vida ("Camilo personagem").
Luego, a las novelas Ordens Menores, 1993; O Concerto dos Flamengos, 1994; As Terras do Risco, 1994, se añaden los artículos de Alegria do Mundo, I, 1996; sus Memórias Laurentinas, 1996, sobre su familia; Party, 1996, teatro; y otra evocación de su primeros años como novelista, Um Cão que Sonha, 1997. Además, dio Garret o Eremita do Chiado, 1998, pieza teatral sobre el escritor portugués, Almeida Garret; la novela O Comum dos Mortais, 1998; un segundo tomo de escritos breves, Alegria do Mundo, II, 1998; y la novela A Quinta Essência, 1999.
En los últimos años, ha realizado nuevas experiencias narrativas: el breve Dominga, 2000, que presentó asimismo en francés. Fue muy alabado su Contemplação Carinhosa da Angústia, 2000, ensayos fundamentales en su vida de escritora. Además redactó un original As Meninas, 2001, sobre Paula Rego, ilustrado con cuadros de esta gran pintora.
En Francia publicó Fake-book, 1992,  libro de sus aforismos ilustrados con grabados del pintor suizo Daniel Garbade.
Ha construido una trilogía, en forma de folletín contemporáneo de calidad, O Princípio da Incerteza; está formada por Jóia de Família, 2001; A Alma dos Ricos, 2002; Os Espaços em Branco, 2003 (llevada al cine por Manoel de Oliveira). Finalmente, destaca de nuevo con Antes do Degelo, 2004, novela con la evolución de Rusia como trasfondo moral; Doidos e Amantes, 2005. Su última novela es A Ronda da Noite, de 2006, que toma como referencia el cuadro homónimo de Rembrandt. Ha sido traducida al alemán, francés, español, italiano, griego, danés y rumano.

## El final
Después de terminar A Ronda da Noite (2006),  Agustina dejó de escribir por motivos de salud. Su marido, Alberto Luís, falleció en 2017. Ella falleció el 3 de junio de 2019 en su domicilio de Oporto a los 96 años.

## Libros

### Novela y cuentos
- 1948 - Mundo Fechado (reeditado en 2004, con prólogo nuevo)
- 1950 - Os Super-Homens
- 1951-1953 - Contos Impopulares (cuentos)
- 1954 - A Sibila
- 1956 - Os Incuráveis
- 1957 - A Muralha
- 1958 - O Susto
- 1960 - Ternos Guerreiros
- 1961 - O Manto
- 1962 - O Sermão do Fogo
- 1964 - As Relações Humanas: I - Os Quatro Rios
- 1965 - As Relações Humanas: II - A Dança das Espadas
- 1966 - As Relações Humanas: III - Canção Diante de uma Porta Fechada (reeditados juntos en el siglo XXI)
- 1967 - A Bíblia dos Pobres: I - Homens e Mulheres
- 1970 - A Bíblia dos Pobres: II - As Categorias
- 1971 - A Brusca (cuentos)
- 1975 - As Pessoas Felizes
- 1976 - Crónica do Cruzado Osb
- 1977 - As Fúrias
- 1979 - Fanny Owen
- 1980 - O Mosteiro
- 1983 - Os Meninos de Ouro
- 1983 - Adivinhas de Pedro e Inês
- 1984 - Um Bicho da Terra, novela sobre Uriel da Costa
- 1984 - Um Presépio Aberto
- 1985 - A Monja de Lisboa, novela sobre Maria da Visitação
- 1987 - A Corte do Norte, novela histórica
- 1988 - Prazer e Glória
- 1988 - A Torre (cuento)
- 1989 - Eugénia e Silvina
- 1991 - Vale Abraão
- 1992 - Ordens Menores
- 1994 - As Terras do Risco
- 1994 - O Concerto dos Flamengos
- 1995 - Aquário e Sagitário
- 1996 - Memórias Laurentinas
- 1997 - Um Cão que Sonha
- 1998 - O Comum dos Mortais
- 1999 - A Quinta Essência
- 1999 - Dominga (cuento)
- 2001 - O Princípio da Incerteza: I — Jóia de Família
- 2002 - O Princípio da Incerteza: II — A Alma dos Ricos
- 2003 - O Princípio da Incerteza: III — Os Espaços em Branco
- 2004 - Antes do Degelo
- 2005 - Doidos e Amantes
- 2006 - A ronda da noite
- 2018 - Deuses de Barro,[7] novela de 1942

### Biografías
- 1979 - Santo António
- 1979 - A Vida e a Obra de Florbela Espanca
- 1979 - Florbela Espanca
- 1981 - Sebastião José
- 1982 - Longos Dias Têm Cem Anos — Presença de Vieira da Silva
- 1986 - Martha Telles: o Castelo Onde Irás e Não Voltarás

### Teatro
- 1958 - Inseparável ou o Amigo por Testamento
- 1961 - As Etruscas
- 1986 - A Bela Portuguesa
- 1992 - Estados Eróticos Imediatos de Soren Kierkegaard
- 1996 - Party: Garden-Party dos Açores, diálogos
- 1998 - Garret: O Eremita do Chiado

### Crónicas, memorias, textos variados
- 1961 - Embaixada a Calígula (relato de viaje)
- 1979 - Conversações com Dimitri e Outras Fantasias (ensayos)
- 1980 - Arnaldo Gama — "Gente de Bem"
- 1981 - A Mãe de um Rio (texto con fotografía)
- 1982 - Antonio Cruz, o Pintor e a Cidade
- 1982 - D.Sebastião: o Pícaro e o Heroíco
- 1986 - Apocalipse de Albrecht Dürer, interpretación de Durero
- 1988 - Aforismos
- 1991 - Breviário do Brasil (diario de viaje)
- 1994 - Camilo: Génio e Figura
- 1995 - Um Outro Olhar sobre Portugal (relato de viaje), con fot. de Pierre Rossollini, e ilustraciones de Maluda
- 1996 - Alegria do Mundo I: escritos dos anos de 1965 a 1969
- 1997 - Douro (texto y fotografía), con su hija Mónica Baldaque
- 1998 - Alegria do Mundo II: escritos dos anos de 1970 a 1974
- 1998 - Os Dezassete Brasões (texto y fotografía)
- 1999 - A Bela Adormecida (cuento)
- 2000 - O Presépio: Escultura de Graça Costa Cabral (texto e fotografía), con Pedro Vaz
- 2000 - Contemplação Carinhosa da Angústia (ensayos)
- 2001 - As Meninas (texto y pintura)
- 2002 - O Livro de Agustina (autobiografía)
- 2002 - Azul (divulgación), con Luísa Ferreira
- 2002 - As Estações da Vida (texto con fotografía de Jorge Correia Santos)
- 2004 - O Soldado Romano, ilustrado por Chico
- 2012 - Civilidade, ensayos
- 2012 - Kafkiana, ensayos
- 2017 - Ensaios e Artigos (1951-2007), Fundação Calouste Gulbenkian, 2793 pp., 3 vols., recopilación final de sus ensayos.

### Literatura infantil
- 1983 - A Memória do Giz, ilustrado por Teresa Dias Coelho
- 1987 - Contos Amarantinos, ilustrado por  Manuela Bacelar
- 1987 - Dentes de Rato, ilustrado por  Martim Lapa
- 1990 - Vento, Areia e Amoras Bravas, ilustrado por Mónica Baldaque
- 2007 - O Dourado, ilustrado por Helena Simas

### Adaptaciones cinematográficas
- 1981 - Francisca, realizada por Manoel de Oliveira, de su novela Fanny Owen
- 1993 - Vale Abraão, realizada por Manoel de Oliveira, de su novela Vale Abraão
- 1995 - O Convento, realizada por Manoel de Oliveira, de su novela As Terras do Risco
- 1996 - Party, realizada por Manoel de Oliveira, de su pieza Party: Garden-Party dos Açores
- 1998 - Inquietude, realizada por Manoel de Oliveira, de su cuento A Mãe de um Rio
- 2001 - Porto da minha infância, realizada por Manoel de Oliveira
- 2002 - O Princípio da Incerteza, realizada por Manoel de Oliveira, de su novela O Princípio da Incerteza
- 2005 - Espelho Mágico, realizada por Manoel de Oliveira, de su novela A Alma dos Ricos
- 2009 - A Corte do Norte, realizada por João Botelho

## Traducciones al español
- La sibila, Madrid, Alfaguara, 2005.
- Cuentos impopulares, Madrid, Alianza, 1982.
- Dientes de ratón, Madrid, Alfaguara, 1990.
- Fanny Owen, Barcelona, Crítica, 1988
- Contemplación cariñosa de la angustia, Valladolid, cuatro.ediciones, 2004.
- Sermón de fuego, Madrid, Texto, 2007.

## Adaptaciones al cine
- 1981 - Francisca, de la novela Fanny Owen, por Manoel de Oliveira
- 1993 - Vale Abraão, de la novela Vale Abraão, por Manoel de Oliveira
- 1995 - O Convento, de la novela As Terras do Risco, por Manoel de Oliveira
- 1998 - Inquietude, del cuento A Mãe de um Rio, por Manoel de Oliveira (Premio Globo de Ouro (1999) para la mejor realización).
- 2002 - O Princípio da Incerteza, de la novela O Princípio da Incerteza, por Manoel de Oliveira.
- 2005 - Espelho Mágico, de la novela A Alma dos Ricos, por Manoel de Oliveira.
- 2009 - A corte do norte, por Joao Botelho.

## Honores
En 1952, recibió el premio Delfim de Guimarães por A Sibila, y al año siguiente el premio Eça de Queiroz por la misma novela. Fue en años sucesivos candidata al Premio Nobel.
Es miembro de la Academie Européenne des Sciences, des Arts et des Lettres (París), de la Academia Brasileira de Letras y de la Academia das Ciências de Lisboa. Fue distinguida con la Ordem de Sant'Iago da Espada (1980), la Medalha de Honra de la Ciudad de Oporto (1988) y es "Officier de l'Ordre des Arts et des Lettres", conferido por el gobierno francés (1989). Fue miembro de la Alta Autoridade para la Comunicação Social, entre 1990 y 1993.
Ganó tardíamente el Prémio Camões (instituido por los gobiernos de Brasil y de Portugal en 1988) a los 81 años, en 2004, retraso en el que seguramente sus adversarios, dado su genio polémico, han tenido su parte.
En 2009 se homenajeó en Portugal a esta gran autora, del todo retirada, y del 20 al 22 de enero de 2011 se celebró un Coloquio International en París sobre Agustina, con el título "Audacias y desfiguraciones".